# Notropis aulidion
Notropis aulidion је зракоперка из реда Cypriniformes. 

## Угроженост
Ова врста је наведена као изумрла, што значи да нису познати живи примерци.

## Распрострањење
Пре изумирања, само Мексико.

## Станиште
Раније станиште врсте су била слатководна подручја.